# Мозольков, Евгений Семёнович
Евгений Семёнович Мозолько́в (1909—1969) — русский советский переводчик и литературовед. Лауреат Сталинской премии третьей степени (1950)

## Биография
Родился 17 (30) сентября 1909 года в городе Кричев (ныне Могилёвская область Беларусь) в семье сельского учителя. В 1930 году окончил этнологический факультет МГУ. Литературную деятельность начал в 1925 году. Его стихи печатались в газетах и журналах 20-х годов. Затем болезнь оторвала его от творческой работы. В 1935 году он вернулся снова к литературной работе в качестве поэта-переводчика и критика. Перевёл с белорусского языка романы, повести, рассказы Я. Купалы, Я. Коласа, К. Чорного, И. Я. Науменко и др., писал также вступительные статьи к произведениям. В 1940 году перевёл с украинского языка роман И. Я. Франко «Борислав смеётся». Написал книги «Янка Купала. Жизнь и творчество» (1949), «Якуб Колас. Критико-биографический очерк» (1960), «Поющая земля. Литературные очерки и портреты» (1965).
Умер в 1969 году. Похоронен на Химкинском кладбище.

## Награды и премии
- Сталинская премия третьей степени (1950) — за биографическую книгу «Янка Купала. Жизнь и творчество» (1949)[2]
- заслуженный деятель культуры БССР